# Dekonka, Mahdalînivka
Dekonka (în ucraineană Деконка) este un sat în comuna Jdanivka din raionul Mahdalînivka, regiunea Dnipropetrovsk, Ucraina.

## Demografie
Componența lingvistică a localității Dekonka
     Ucraineană (94,9%)
     Rusă (4,46%)
Conform recensământului din 2001, majoritatea populației localității Dekonka era vorbitoare de ucraineană (94,9%), existând în minoritate și vorbitori de rusă (4,46%).